# Codrinschi
Codrinschi este un soi de struguri roșii pentru vin din Republica Moldova. A fost creat la Institutul de cercetări științifice în domeniul viticulturii și vinificației al Asociației științifice de producție „Vierul” prin încrucișarea soiurilor Rară neagră și Cabernet Sauvignon. Autorul soiului este C. Voitovici. A fost acceptat pentru testarea de stat în 1967. În 2016 era cultivat pe 229 ha.

## Caractere ampelografice
Frunza are dimensiuni mijlocii, este cu cinci lobi, ovală, reticulat-rugoasă. Floarea este hermafrodită. Strugurii au dimensiuni medii, sunt cilindro-conici, mijlociu de îndesați. Greutatea unui strugure de Codrinschi variază între 165 și 191 g. Bobul este mijlociu, sferic, negru, acoperit cu un strat de pruină.

## Caracterizarea agrobiologică
Codrinschi este un soi tehnic cu epoca de coacere târzie. Dezmugurirea începe la mijlocul decadei a treia a lunii aprilie, înflorirea la mijlocul lui iunie. Strugurii se coc de la sfârșitul lunii septembrie-începutul lui octombrie. Puterea de creștere a butucilor este medie și mai înaltă decât medie, maturarea lemnului este bună. Butașii de Codrinschi se recomandă a fi plantați în regiunea sudică, pe pantele cu expoziție sudică sau sud-vestică.
Soiul intră pe rod relativ devreme. De asemenea, acesta este foarte productiv. În primii 4-5 ani producția atinge 9-10 t/ha, la intrarea pe rod indicii cresc la 11-13 t/ha, cu mențiunea că în anii favorabili productivitatea poate ajunge la 15-16 t/ha.
Codrinschi este afectat de bolile criptogamice. Soiul indică o rezistență medie la temperaturi joase de până la -22°C, având o capacitate de regenerare înaltă.
Codrinschi a moștenit de la Cabernet Sauvignon și Rară Neagră o structură bine definită, cu o concentrație ridicată a substanțelor fenolice, mai ales când vinul este tânăr (2,048mg/dm³), inclusiv un conținut crescut de antociani 507mg/dm³, situându-se astfel între soiurile Cabernet Sauvignon și Merlot.
Vinul Codrinschi dezvoltă arome de fructe negre coapte, dulci cum ar fi: cireșe, mure și coacăză neagră, dublate de note florale, violete și frunze uscate. În funcție de timpul maturării și de tipul de lemn al butoaielor de stejar, acesta poate impresiona cu note de vanilie.